# Aurivillius xerophilus
Aurivillius xerophilus är en fjärilsart som beskrevs av Pierre Claude Rougeot 1977. Aurivillius xerophilus ingår i släktet Aurivillius och familjen påfågelsspinnare. Inga underarter finns listade i Catalogue of Life.